# Kanton Le Chesnay
Kanton Le Chesnay (fr. Canton du Chesnay) je francouzský kanton v departementu Yvelines v regionu Île-de-France. Skládá se ze dvou obcí.

## Obce kantonu
- Le Chesnay
- Rocquencourt